# Siwalik
Le Siwalik, Sivalik ou Shiwalik (parfois surnommé « l'Himalaya externe »), ou la chaîne des Siwaliks,  est une cordillère du Nord de l'Inde, du Sud du Népal et du Nord-Est du Pakistan.

## Géographie

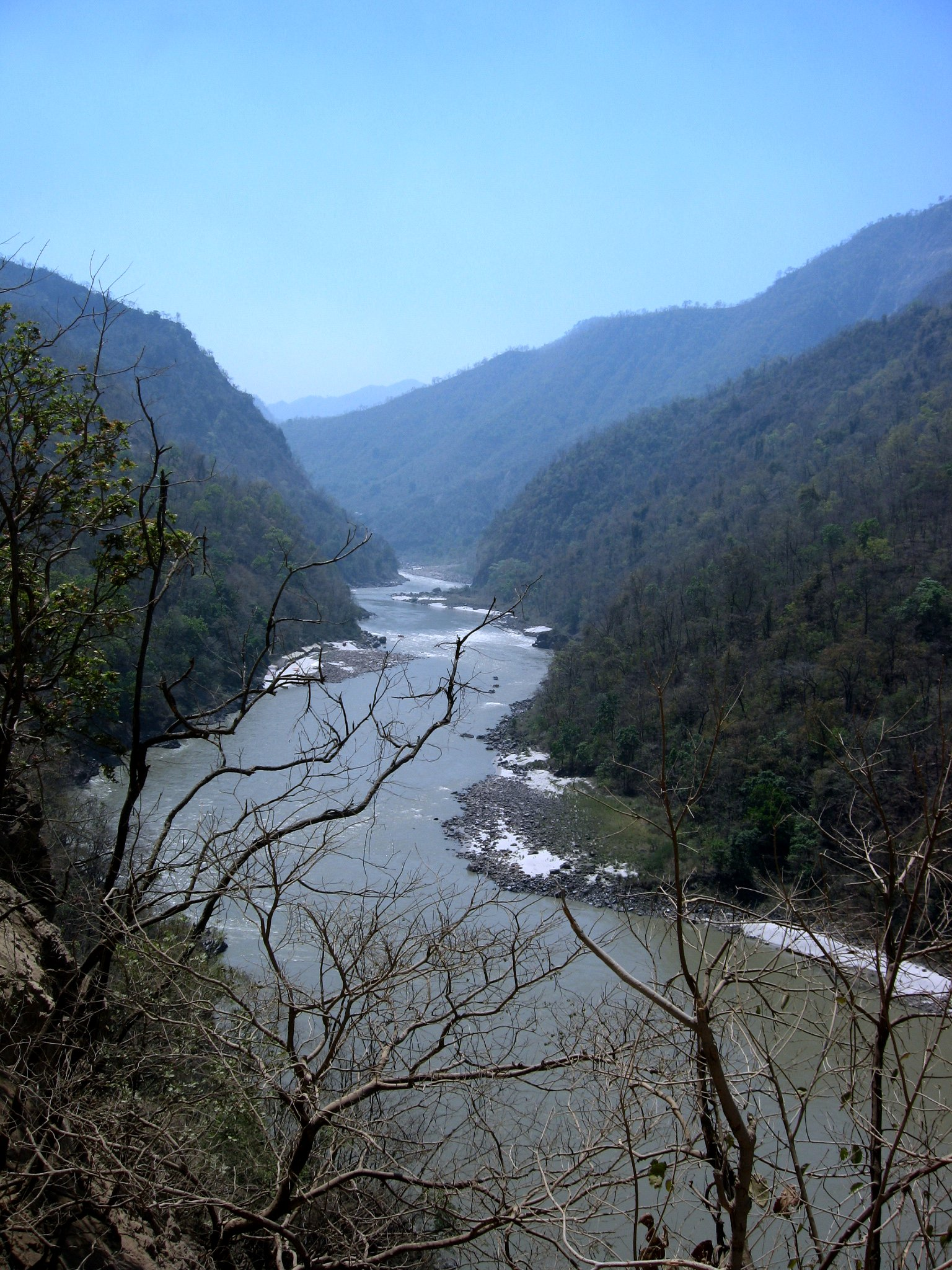
Le Gange dans une des vallées du Siwalik.

Située aux pieds de l'Himalaya proprement dit, elle en constitue les contreforts méridionaux.